# Titularbistum Sinope
Sinope ist ein Titularbistum der  römisch-katholischen Kirche.
Es geht zurück auf ein früheres Bistum der gleichnamigen Stadt (heute Sinop) an der Küste des  Schwarzen Meeres in der Türkei und gehörte zur Kirchenprovinz Amasea.
| Titularbischöfe von Sinope |                                     |                                                                |                    |                   |
| Nr.                        | Name                                | Amt                                                            | von                | bis               |
| 1                          | Antoine Sicault                     | Weihbischof in Lyon (Frankreich)                               | 19. Oktober 1711   | 8. September 1733 |
| 2                          | Christian Albert Anton von Merle    | Weihbischof in Worms (Deutschland)                             | 12. April 1734     | 2. März 1765      |
| 3                          | Cyprianus von Wolicki               | Weihbischof in Włocławek (Polen-Litauen)                       | 14. April 1766     | Mai 1775          |
| 4                          | Jan Szyjkowski                      | Weihbischof in Luzk (Polen-Litauen)                            | 13. November 1775  | 1798              |
| 5                          | Domenico Bellusci                   |                                                                | 18. September 1807 | 2. März 1833      |
| 6                          | Jacques-Léon Thomine-Desmazures MEP | Apostolischer Vikar von Kangting (China)                       | 17. Februar 1857   | 25. Januar 1869   |
| 7                          | Giuseppe Maria Papardi del Pacco CR |                                                                | 11. Dezember 1857  | 27. Oktober 1871  |
| 8                          | Luigi Vaccari OSB                   | Koadjutorbischof von Nicotera-Tropea (Italien)                 | 22. Dezember 1871  | 1887              |
| 9                          | Auguste Marchal                     | Weihbischof in Bourges (Frankreich)                            | 1. Juni 1888       | 16. Januar 1900   |
| 10                         | Francesco Certo Garipoli            | Apostolischer Administrator von Santa Lucia del Mela (Italien) | 16. April 1901     | 21. Februar 1911  |
| 11                         | Peter Göbl                          | Weihbischof in Augsburg (Deutschland)                          | 28. Februar 1911   | 15. Februar 1916  |
| 12                         | Eugenio Beccegato                   |                                                                | 19. Mai 1917       | 29. August 1917   |
| 13                         | Giacomo Maria de Amicis             | Weihbischof in Genua (Italien)                                 | 3. Juli 1919       | 25. Juli 1937     |
| 14                         | Seliger Zoltán Lajos Meszlényi      | Weihbischof in Esztergom (Ungarn)                              | 22. September 1937 | 4. März 1951      |
| 15                         | Josef Maria Reuss                   | Weihbischof in Mainz (Deutschland)                             | 19. November 1954  | 5. Juni 1985      |

## Einzelnachweis
1. ↑  Weihbischof Meszlényi (1892–1951) seliggesprochen Archivierte Kopie (Memento des Originals vom 4. März 2016 im Internet Archive)  Info: Der Archivlink wurde automatisch eingesetzt und noch nicht geprüft. Bitte prüfe Original- und Archivlink gemäß Anleitung und entferne dann diesen Hinweis.